# トロイ・スニッカー
トロイ・マイケル・スニッカー（Troy Michael Snitker, 1988年12月5日 - ）は、アメリカ合衆国ジョージア州アトランタ出身の元プロ野球選手（捕手）、野球指導者。右投右打。現在は、MLBのヒューストン・アストロズの打撃コーチを務める。
元プロ野球選手（捕手）でプロ野球監督のブライアン・スニッカーを父に持つ。

## 経歴
少年時代、家は地元球団のアトランタ・ブレーブス一色だった。トロイはブレーブスに長年コーチとして在籍していた父ブライアンのもとでバットボーイなどを務めながら育ち、ブレーブスのスターだったチッパー・ジョーンズに憧れていたという。
2011年のMLBドラフト19巡目（全体596位）でブレーブスから指名され、プロ入り。現役時代は捕手としてプレーしたが、メジャーを経験しないまま2013年に引退した。
引退後は母校である北ジョージア大学のコーチを経て2017年よりヒューストン・アストロズ傘下マイナー2球団（2017年はA+級ビューズクリーク・アストロズ、2018年はAA級コーパスクリスティ・フックス）で打撃コーチを務めた。
2019年にはアストロズで打撃コーチ（アレックス・シントロンとの2人体制）に昇格し、2019年と2021年にはワールドシリーズ出場を経験した。なお、2021年の対戦相手は父ブライアンが監督として率いるブレーブスであり、「親子対決」と話題になっていた。

## 詳細情報

### 背番号
- 43（2019年 - ）